# Entosthodon rubrisetus
Entosthodon rubrisetus är en bladmossart som beskrevs av Abel Joel Grout 1935. Entosthodon rubrisetus ingår i släktet koppmossor, och familjen Funariaceae. Inga underarter finns listade i Catalogue of Life.